# Corralito
Corralito (pronúncia espanhola: [koraˈlito]) foi o nome informal de um conjunto de medidas econômicas tomadas na Argentina no final de 2001 pelo Ministro da Economia Domingo Cavallo para impedir uma corrida aos bancos e a retirada em massa de depósitos nas contas-corrente e cadernetas de poupança. Essas medidas consistiam em um um limite de saques de dinheiro de 250 pesos argentinos por semana (na época, US$ 1 era equivalente a 1 peso). Transferências eletrônicas e pagamentos com cartão de crédito e débito não foram interrompidos. Esse conjunto de medidas econômicas produziu uma descrença generalizada na classe política, concretizada na famosa palavra de ordem que se vayan todos, dita em coro pela classe média. Isso coincidiu com os movimentos de piqueteros, que reclamavam diferentes tipos de subsídios estatais. Foi o ponto mais baixo para o imaginário democrático. 
A palavra em espanhol corralito é a forma diminutiva de corral, que significa "cercado" ou "curral", Esse nome expressivo faz alusão às restrições impostas pela medida. O termo foi cunhado pelo jornalista Antonio Laje.

## Antecedentes e medidas iniciais
Em 2001, a Argentina vivia uma crise econômica: em meio a dívidas, com uma economia em completa estagnação (uma recessão de quase três anos), e uma taxa de câmbio fixada por lei em 1 dólar dos Estados Unidos por 1 peso argentino, o que tornava as exportações não competitivas e efetivamente privaram o Estado de ter uma política monetária independente. Muitos argentinos, mas principalmente empresas, temendo um colapso econômico e possivelmente uma desvalorização, estavam convertendo pesos em dólares e sacando-os dos bancos em grandes quantidades, geralmente transferindo-os para contas no exterior (fuga de capitais).
Em 1º de dezembro de 2001, para impedir que essa drenagem destruísse o sistema bancário, o governo congelou todas as contas bancárias, inicialmente por 90 dias. Apenas 250 pesos eram permitidos para retirada semanal, apenas de contas denominadas em pesos. Não eram permitidos saques de contas denominadas em dólares americanos, a menos que o proprietário concordasse em converter os fundos em pesos. As operações com cartões de crédito, débito, cheques e outros meios de pagamento podiam ser realizadas normalmente, mas a falta de disponibilidade de dinheiro causou inúmeros problemas para a população em geral e para as empresas.

## Efeitos imediatos

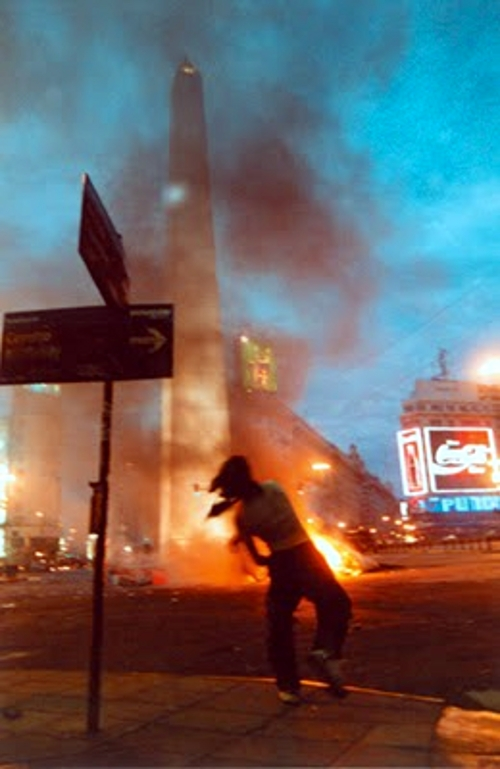
Protestos na capital argentina, Buenos Aires, em 20 de dezembro de 2001.

Na época, o argentino médio não empregava o sistema bancário para uso diário; muitos não tinham uma conta bancária pessoal e lidavam apenas com dinheiro em espécie. Os cartões de débito não eram populares e muitas empresas não tinham equipamentos para aceitá-los. Assim, as restrições de dinheiro apenas exacerbaram a recessão e irritaram o público. O presidente Fernando de la Rúa renunciou em 20 de dezembro de 2001 após violentos protestos em dezembro de 2001, mas as restrições do corralito não foram levantadas na época.

## Os bancos e o seu papel na crise
É geralmente aceito que os bancos tiveram parte da culpa pela situação que levou ao corralito. Em meados de 2001, provavelmente ficou claro para os donos de bancos e funcionários de alto escalão que o sistema bancário da Argentina iria quebrar, e alguns de fato podem ter estimulado esse resultado deixando seus maiores detentores de depósitos conhecerem essa notícia. Estas, em sua maioria grandes empresas, rapidamente transferiram seus depósitos para o exterior. Ao mesmo tempo, eles continuaram a recomendar a seus clientes de classe média que fizessem depósitos.

## O fim docorralitoe o início docorralón
Depois que Eduardo Duhalde assumiu a presidência, a dívida e os depósitos denominados nos Estados Unidos foram trocados à força por pesos argentinos a 1,4 pesos por dólar para depósitos e 1,0 para dívidas. A taxa de câmbio disparou para 4 pesos argentinos por dólar. O corralito foi renomeado como corralón porque as pessoas não podiam mais sacar $ 250 dólares por semana, não por causa de um novo limite, mas porque não tinham mais dólares. Os protestos aumentaram e os bancos foram fechados por meses.
Acredita-se também que no final o corralito acabou sendo um bom negócio para alguns bancos internacionais, pois negociaram com o governo argentino o recebimento de títulos de compensação pelo dinheiro "desaparecido", que em grande parte nunca havia saído de seus bancos, apenas movido de um ramo para outro.
A maioria dos bancos permaneceram no país durante a crise, suportando graves danos à sua reputação e (em alguns casos) ataques físicos. Outros saíram do país assim que surgiram problemas (por exemplo, a filial argentina do Scotiabank, Scotiabank Quilmes).[carece de fontes?]